# 莒子兹舆期
茲舆期（？—？），己姓，名茲輿期，莒国始祖。三皇五帝中的少昊之后裔。周武王伐纣，灭掉商朝後，封上古帝王的后裔为诸侯。封神农的后裔于焦国；封黄帝的后裔于南燕国；封帝尧的后裔于蓟国；封帝舜的后裔胡公满于陈国；封夏禹的后裔杞东楼公于杞国；封商汤的后裔微子启于宋国；封少昊的后裔茲舆期於莒国，子爵。茲舆期的都城开始在计，后徙封莒城（今山东莒县）。